# Municipio Motatán

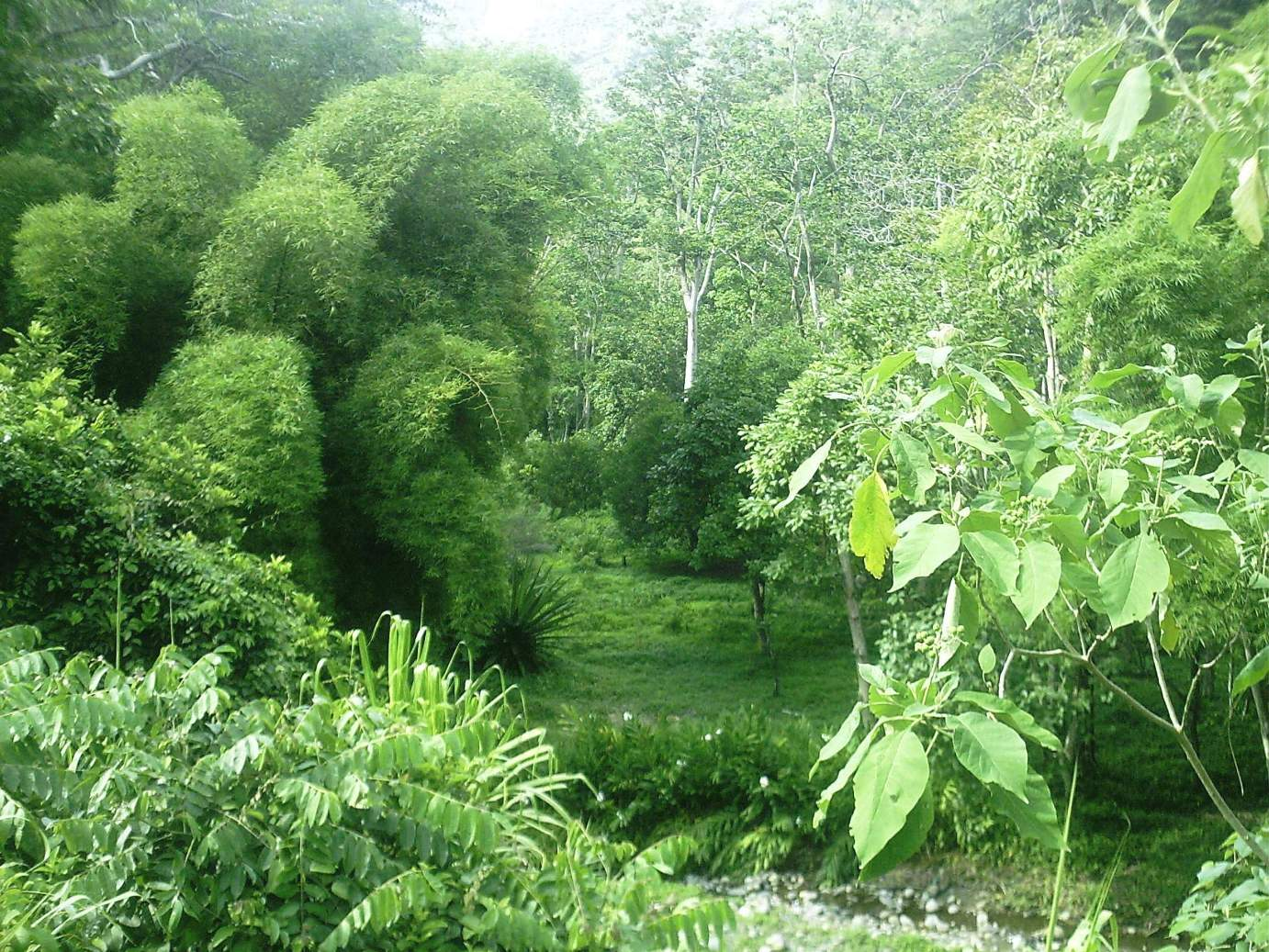
Valle del Río Motatán, del Municipio que lleva su nombre

Motatán es uno de los veinte municipios que forman parte del Estado Trujillo en Los Andes de Venezuela. Su capital es la población de Motatán. Tiene una extensión de 115 km², según estimaciones del INE su población para 2023 será de 25 162 habitantes. Es conocido con las frases "la tierra de la Caña, Piña y Tambor" y también como "la tierra del Cañaveral".

## Historia
El nombre "Motatán" tiene raíces en la cultura indígena Timotocuica. Una de las versiones más aceptadas señala que proviene del nombre del cacique Mukatán, así como del río ancestralmente conocido como Muk-a-ta-hán, considerado el "río padre" por las comunidades originarias. 
Otra interpretación etimológica sugiere que el término deriva de la frase timotocuica Stimot–ustate–an, que se traduce como “Soy la puerta de los Timotes”. Esta expresión habría evolucionado fonéticamente hasta convertirse en "Motatán", y está registrada en la descripción oficial del escudo municipal, donde aparece la frase original como símbolo de identidad cultural.
El nombre Motatán aparece documentado por primera vez en 1562, en el contexto de la planificación para la refundación de la ciudad de Trujillo, que en ese momento se trasladaba desde el valle de Boconó. Un año más tarde, en 1563, la ciudad fue finalmente establecida en el sitio conocido como La Guaca, donde actualmente se encuentran los prefabricados de Jalisco.
En 1802 Motatan es refundada en el sitio actual por Antonio Nicolás Briceño y Jacobo Roth. El 15 de junio de 1831, Motatán pasó a pertenecer al cantón de Escuque, el 8 de diciembre de 1987 pasa a municipio autónomo.
El 3 de agosto de 1895, Andrés Roncajolo, gerente del Gran Ferrocarril de La Ceiba, notificó en una asamblea ordinaria de accionistas la culminación de los trabajos de la línea férrea entre Sabana de Mendoza y Motatán. Ese mismo año se inauguró al público la estación ferroviaria en Motatán, bautizada como “Estación Roncajolo” en honor a su promotor.
Con esta obra, quedó concluida la ruta definitiva del Gran Ferrocarril Trujillano hasta el puerto de La Ceiba, consolidando una infraestructura clave para el transporte y el comercio en la región. La llegada del ferrocarril impulsó significativamente la economía local, especialmente en el sector cafetalero. Importantes casas comerciales como Boulton y Martin-Ferrero establecieron sucursales en Motatán, dinamizando el intercambio de productos agrícolas y fortaleciendo la conexión entre el interior del estado y su salida marítima.
El ferrocarril prestó servicio hasta el año 1940, dejando una huella profunda en el desarrollo económico y social del municipio.

## Geografía

### División político territorial
El municipio Motatán está dividido por tres parroquias: Parroquia Motatán (capital), donde se mueve el flujo comercial del pueblo; Parroquia El Baño, la zona turística del municipio al contar con las sulfurosas aguas termales y la Parroquia Jalisco, el polo de desarrollo de la tierra del cañaveral.

### Límites del municipio
Noreste: limita con las Parroquias el Dividive Agua Santa del Municipio Miranda, Pampán del Municipio Pampán, Pampanito del Municipio Pampanito, Antonio Nicolás Briceño y José Leonardo Suárez del Municipio San Rafael de Carvajal; desde ese punto en Agua Viva sobre el río Motatán se sigue por el curso de este Aguas Arriba hasta la confluencia con el río Carache. 
Sur: limita con las Parroquias San Luis del Municipio Valera, Sabana Libre y la unión del Municipio Escuque. 
Oeste: limita con las Parroquias José Gregorio Hernández del Municipio Rafael Rangel, Sabana de Mendoza del Municipio Sucre, y el Dividie Municipio Miranda, desde el último anterior se continúa por el curso de la quebrada la hormiga aguas abajo hasta su confluencia con la Quebrada el Marfil

## Símbolos

### Bandera de Motatán
Esta bandera existe desde el año 2001, cuando, motivado al bicentenario de nuestro Municipio, el Concejo Municipal promovió el concurso por los Símbolos Municipales. La bandera ganadora fue diseñada por Ángel Katerine Uzcátegui Rondón. Esta bandera posee una medida de 90x120 cm. Tiene 3 colores: Marrón, Verde y Blanco, los cuales se escogieron a través del análisis, la investigación, la consulta a diferentes conocedores de la materia. El color MARRÓN es muy extenso en la simbología del Municipio; comenzamos describiendo:a. Al majestuoso Cerro El Conquistao, la depresión de los suelos formando un gran valle característica geográfica por la que es conocido el pueblo junto a las cuencas del río Motatán.
b. Las raíces ancestrales de nuestro Timotocuica, Indios piel canela, primeros habitantes de esta tierra, sus creencias y leyendas c. La cultura representada por la madera y el cuero del retumbar de Tambores del culto a San Benito.
d. La fertilidad y riquezas de nuestros suelos donde no solamente se dan grandes cosechas sino que también existen recursos naturales de gran importancia como los manantiales de aguas termales, minerales y reservas de petróleo y gas natural.
El color BLANCO simboliza:
a. La pureza de la Inmaculada Concepción, patrona del Municipio y la devoción a San Benito de Palermo símbolo de fe y de paz.
b. El progreso y la transformación que ha logrado el Municipio en los últimos años.
c. La firma del acta de fundación de 1.801 y la elevación a Municipio Autónomo en 1989.
d. La constancia y el esfuerzo del motatanense por construir un futuro mejor cada día.
El color VERDE simboliza:
a. La agricultura, extensos canales a la rivera del río Motatán y piñales apostados en el Cerro El Conquistao, estos junto a otros rubros dan fe de un pueblo con gran potencia agrícola.
b. El renacer de nuestro pueblo y la esperanza de nuestra gente.
Las TRES ESTRELLAS de color blanco representan las tres Parroquias del Municipio y el progreso de las mismas, en el centro del color blanco se encuentra estampado el Escudo del Municipio con todos sus elementos, símbolo de grandeza.

### Escudo de Motatán
El Escudo de Armas del Municipio Motatán tiene un campo oval, medio partido y cortado, posee una bordura en oro y la cortadura está hecha con una faja en guies donde se lee, en letras de oro, la frase “MUNICIPIO MOTATÁN”. Sobre el campo, a manera de cimera, reposa una estrella en oro que simboliza al Pueblo de Motatán, su gente y su cultura, símbolo inequívoco de la lucha, permanencia y desarrollo del gentilicio motatanense sobre la geografía trujillana. En el cuartel diestro se representa un paisaje con cielos de atardecer, tierras fértiles cruzadas por el Río Motatán, sobre este pasa atravesándolo el Puente sobre el Río Motatán, símbolo moderno y ya clásico del portal del Municipio. En el cuartel siniestro se dibuja otro paisaje, esta vez en cielo de amanecer, al fondo se divisa el cerro "El Conquistado" farallón natural que limita las tierras del Municipio, a sus pies el fértil valle del Motatán donde se alza airosa la Ciudad Capital del Municipio, representada por su Moderno bulevar; tras él y a un extremo de "El Conquistado", nace los manantiales Aguas termales de "El Baño" qué con sus aguas sulfuradas cubren la topografía municipal y sacian la sed del pueblo así como de otras regiones de la geografía nacional, al ser embotellada y comercializada.
El campo inferior con fondo en gules se representan tres hitos de la cultura Municipal: en primer lugar tres tambores distintivo del "Chimbanguele de San Benito", cultura arraigada por el pueblo y que forma parte de su tradición; al centro del campo inferior está representada la fachada del Central Motatán, icono por excelencia del desarrollo industrial y pujante de esta tierra; al extremo del campo, protegiendo con su poder místico, se encuentra la figura emblemática de "San Benito" símbolo de la fe del pueblo motatanense y del acervo cristiano de su gente.
El Campo se apoya sobre una cinta flotante en gules anudada en el medio por un tricolor nacional, los extremos de la cinta están adornados con hilos en oro y se leen en ella las siguientes frases: en medio "Edo. Trujillo” a la diestra "Stimot - ustate - an" y a la siniestra sobre la cinta la respectiva traducción de la etnia Timoto-cuicas "Soy la puerta de los Timotes”, la frase, en dialecto cuicas se lee "stmoustateán” corrupción castellana de la derivación cuicas y que dio origen al nombre de esta tierra bañada de atributos naturales: "Motatán". Con el nudo de la cinta, también está unidos a ella un tallo de caña y uno de piña; el tallo de caña con ramificaciones frondosas se levanta por el lado siniestro del campo y simboliza la fertilidad, además de uno de los principios productos de la tierra montanéense; en el lado diestro, sobre la cinta gules, al pie del campo, el tallo termina en una exquisita fruta de la Piña, que junto a la caña representan la diversidad de los productos del agro provenientes de los fértiles valles de la Parroquia Jalisco, desde el tallo de la pina comienza a atarse una banda con los colores del tricolor nacional la misma arropa la fruta de la piña y se levanta erguida por el lado diestro del campo; en medio de esta banda, en color oro se lee la frase "2 de septiembre de 1810", fecha que representa la ascensión a Parroquia eclesiástica.

### Himno de Motatán
CORO
MOTATÁN TIERRA DE HONOR Y PROGRESO
QUE A TRUJILLO GRANDEZA LE HA DADO
EL VALOR ANCESTRAL DE SU ESTIRPE
CON ORGULLO EN EL PUEBLO ARRAIGADO (Bis)
I
VALLE DE FÉRTIL RIQUEZA
PUERTA ABIERTA A LAS TIERRAS ANDINAS
RETUMBAR DE TAMBOR DE ESPERANZA LA INMACULADA PATRONA DIVINA
.MANANTIALES DE AGUAS TERMALES PAISAJES DE VISTOSA HERMOSURA
DEVOCIÓN AL NEGRO SAN BENITO EMBLEMA DE FE Y CULTURA.
II
HUELLAS DE UN MAJESTUOSO PASADO TIEMPOS DE AVANCE POR CLAROS SENDEROS
FERROCARRIL Y EL CENTRAL AZUCAREROSIMBOLIZAN RECUERDOS ETERNOS
COMO EL FÉNIX TORNASTE A LA VIDA
CONSTRUYENDO UN NUEVO FUTURO
CON CONSTANCIA, ESFUERZO Y TRABAJO
MOTATÁN SE CIÑE DE LAURO
III
¡OH GLORIOSO CERRO EL CONQUISTADO!
EN TUS TIERRAS EL INDIO DANZÓ
¡OH IMPONENTE RÍO MOTATÁN! 
DE TUS AGUAS LA VIDA CRECIÓ
MUNICIPIO DE SANGRE GUERRERA
DE LA LUCHA HECHA CANCIÓN
BRICEÑO Y ROTH EN LA HISTORIA
PROPULSORES DE NUESTRA FUNDACIÓN
Letra: WILLIANS DUARTE Música: HÉCTOR SUÁREZ

## Política y gobierno

### Alcaldes
| Período     | Alcalde           | Partido político / Alianza | % de votos | Notas |
| ----------- | ----------------- | -------------------------- | ---------- | --- |
| 1989 - 1992 | Pedro Velásquez   | AD                         | 45,31      | Primer alcalde bajo elecciones directas                                                                                |
| 1992 - 1995 | Heriberto Tapias  | COPEI                      | 42,87      | Segundo alcalde bajo elecciones directas                                                                               |
| 1995 - 2000 | Heriberto Tapias  | COPEI                      | -          | Reelecto (se realizaron elecciones generales adelantadas en el 2000 debido a la aprobación de la Constitución de 1999) |
| 2000 - 2004 | Heriberto Tapias  | CAÑAPIÑAYTAMBOR            | 50,92      | Reelecto |
| 2004 - 2008 | Heriberto Tapias  | CAÑAPIÑAYTAMBOR            | 52,29      | Reelecto |
| 2008 - 2013 | Elmer David Palma | PSUV                       | 64,73      | Tercer alcalde bajo elecciones directas (se postergan 1 año las elecciones municipales pautadas para finales del 2012) |
| 2013 - 2017 | Elmer David Palma | PSUV                       | 43,79      | Reelecto |
| 2017 - 2021 | Janet Araujo      | PSUV                       | 89,94      | Cuarto alcalde bajo elecciones directas                                                                                |
| 2021 - 2025 | Heriberto Materán |                            | 47,76      | Quinto alcalde bajo elecciones directas. Actualmente se unió a Fuerza Vecinal.                                         |

### Concejo municipal

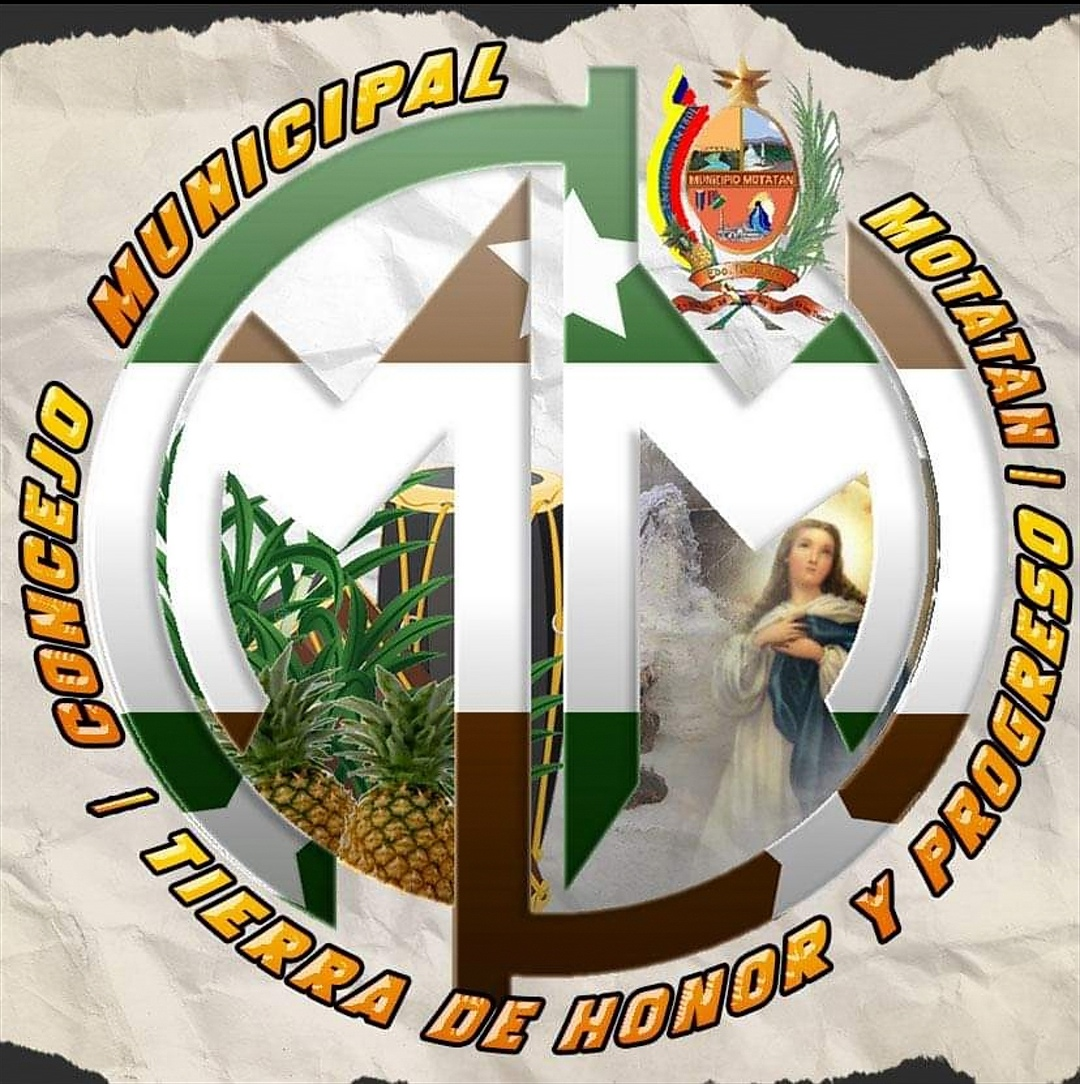
Logo del Concejo Municipal (2021-2025).

Período 1989 - 1992
| Concejales:     | Partido político / Alianza |
| --------------- | -------------------------- |
| Nelson González | AD                         |
| Pedro Bravo     | AD                         |
| Gonzalo Chuecos | COPEI                      |
| Bernardo Jerez  | COPEI                      |
| Alfredo Márquez | MP                         |

Período 1992 - 1995
| Concejales:        | Partido político / Alianza |
| ------------------ | -------------------------- |
| Belkis Gil         | COPEI                      |
| Luis Alberto Peña  | COPEI                      |
| Francisco Durán    | COPEI                      |
| Jaiber Abreu Balza | AD                         |
| Raul Matheus       | AD                         |

Período 1995 - 2000
| Concejales:       | Partido político / Alianza |
| ----------------- | -------------------------- |
| Luis Alberto Peña | COPEI                      |
| Francisco Durán   | COPEI                      |
| Margarita Rivero  | COPEI                      |
| Alexis Gil        | AD                         |
| Yvaldo Ramírez    | CONVERGENCIA               |

Período 2000 - 2005
| Concejales:    | Partido político / Alianza |
| -------------- | -------------------------- |
| Alberto Peña   | CAÑAPIÑAYTAMBOR            |
| Waldy Guerra   | CAÑAPIÑAYTAMBOR            |
| Nery Moreno    | CAÑAPIÑAYTAMBOR            |
| Eloy Salmiento | CAÑAPIÑAYTAMBOR            |
| Alfredo Cedeño | MVR                        |

Período 2005 - 2013
| Concejales:    | Partido político / Alianza |
| -------------- | -------------------------- |
| Waldy Guerra   | CAÑAPIÑAYTAMBOR            |
| Nery Moreno    | CAÑAPIÑAYTAMBOR            |
| Eloy Sarmiento | CAÑAPIÑAYTAMBOR            |
| Yvaldo Ramírez | CAÑAPIÑAYTAMBOR            |
| Roceline Matos | CAÑAPIÑAYTAMBOR            |
| Yvaldo Ramírez | CAÑAPIÑAYTAMBOR            |
| Javier Viloria | MVR                        |

Período 2013 - 2018:
| Concejales        | Partido político / Alianza |
| ----------------- | -------------------------- |
| Leivis Leal       | PSUV                       |
| Marlenis Mesa     | PSUV                       |
| Néstor Umbría     | PSUV                       |
| Marleny Niño      | PSUV                       |
| Jose Albarrán     | PSUV                       |
| Luis Alvares      | PSUV                       |
| Edicson Velásquez | MUD                        |

Periodo 2018 - 2021
| Concejales      | Partido político / Alianza |
| --------------- | -------------------------- |
| Edgar Sarache   | PSUV                       |
| Luis Álvarez    | PSUV                       |
| Wilmer Flores   | PSUV                       |
| Ana Cañizales   | PSUV                       |
| Vivian Albornoz | PSUV                       |
| Jose Valera     | PSUV                       |
| Delis Urbina    | PSUV                       |

Periodo 2021 - 2025
| Concejales       | Partido político / Alianza |
| ---------------- | -------------------------- |
| Maria Peña       | CENTRADOS                  |
| Atonio Ruíz      | CENTRADOS                  |
| Marcos López     | CENTRADOS                  |
| Yesimar Díaz     | CENTRADOS                  |
| Erluis Sarmiento | CENTRADOS                  |
| Yaneida Marín    | PSUV                       |
| Wilmer Flores    | PSUV                       |